# 伴春宗
伴 春宗（とも の はるむね）は、平安時代初期から前期にかけての貴族。官位は従五位下・陸奥介。

## 経歴
式部少丞を経て、文徳朝末の天安2年（858年）従五位下・出雲守に叙任される。
天安3年（859年）陸奥介に転任し引き続き地方官を務める。しかし、前陸奥守・文室有真との解由がうまく進まず、期限内に官物の引き継ぎができなかったため、翌貞観3年（861年）に陸奥守・坂上当道らと共に公廨を一部没収される処分を受けた。
その後、散位を経て貞観7年（865年）陸奥介に再任されている。

## 官歴
『六国史』による。
- 時期不詳：式部少丞
- 天安2年（858年） 3月8日：従五位下、出雲守
- 天安3年（859年） 正月13日：陸奥介
- 貞観3年（861年） 2月2日：没公廨
- 時期不詳：散位
- 貞観7年（865年） 正月27日：陸奥介